# Beorn Nijenhuis
Beorn Gerrit Nijenhuis (ur. 2 kwietnia 1984 w Rocky Mountain House) — holenderski łyżwiarz szybki.

## Życiorys
Nijenhius urodził się w Kanadzie, gdzie zaczął się interesować łyżwiarstwem szybkim. W wieku 13. lat zdobył obywatelstwo holenderskie i później reprezentował barwy tego kraju. W 2002 roku wystartował na mistrzostwach świata juniorów w Ritten, zdobywając złoty medal w wieloboju i brązowy w biegu drużynowym. Nigdy nie zdobył medalu mistrzostw świata seniorów, jego najlepszym wynikiem było piąte miejsce na 500 m wywalczone podczas dystansowych mistrzostw świata w Inzell w 2005 roku oraz w sprincie na rozgrywanych dwa lata później mistrzostwach świata w wieloboju sprinterskim w Hamar. W 2006 roku wystąpił na zimowych igrzyskach olimpijskich w Turynie, zajmując 12. miejsce w biegu na 1000 m oraz 35. miejsce na dwukrotnie krótszym dystansie. Wielokrotnie stawał na podium zawodów Pucharu Świata, odnosząc przy tym cztery zwycięstwa. Najlepsze wyniki osiągnął w sezonie 2004/2005, kiedy zajął drugie miejsce w klasyfikacji końcowej 1000 m. W tym samym sezonie był też trzeci w klasyfikacji 1500 m, a w sezonie 2003/2004 trzecie miejsce zajął w klasyfikacji 1000 m.

## Rekordy życiowe
| Dystans  | Czas     | Data              | Miejsce        |
| -------- | -------- | ----------------- | -------------- |
| 500 m    | 35,00    | 20 listopada 2005 | Salt Lake City |
| 1000 m   | 1.07,07  | 16 marca 2008     | Calgary        |
| 1500 m   | 1.43,66  | 13 marca 2008     | Calgary        |
| 3000 m   | 3.50,24  | 21 marca 2002     | Calgary        |
| 5000 m   | 6.45,54  | 22 marca 2002     | Calgary        |
| 10 000 m | 15.05,37 | 27 stycznia 2002  | Groningen      |
| Źródło:  |          |                   |                |